# Alfred Hughes
Alfred Collingwood Hughes (Guernsey, 1868 - Portsmouth, 17 de febrer de 1935) va ser un regatista britànic que va competir a començaments del segle xx. Era germà del també regatista Frederick Hughes.
El 1908 va prendre part en els Jocs Olímpics de Londres, on va guanyar la medalla de bronze en la categoria de 8 metres del programa de vela. Hughes navegà a bord del vaixell Sorais junt a Philip Hunloke, Frederick Hughes, George Ratsey i William Ward.